# Eberhard Keindorff
Eberhard Keindorff (né le 7 février 1902 à Hambourg, mort le 24 janvier 1974 à Dießen am Ammersee) est un scénariste allemand.

## Biographie
Keindorff fait des débuts d'acteur en 1926 au Stadttheater Königsberg et joue en Allemagne, en Autriche et en Tchécoslovaquie. Il est également metteur en scène et dramaturge. Il s'installe à Berlin où, à côté d'acteur de théâtre, il devient scénariste.
Le 9 août 1941, il épouse l'écrivaine Johanna Sibelius. À partir de 1949, il écrit souvent des scénarios avec sa femme. Le couple fait des adaptations de romans et crée principalement des comédies, des films historiques et familiaux.

## Filmographie
- 1937 : Kriminalfall Erich Lemke
- 1938 : Der eingebildete Kranke
- 1938 : Wochenendfriede
- 1938 : Nanon
- 1939 : Rosemarie will nicht mehr lügen
- 1939 : Der überraschende Säugling
- 1939 : Modell Lu, der Lebensweg eines Hutes
- 1941 : Der Strom
- 1942 : Himmel, wir erben ein Schloß
- 1943 : Sieben Briefe
- 1946 : Les assassins sont parmi nous
- 1948 : Blockierte Signale
- 1950 : Fünf unter Verdacht
- 1951 : Malheur à celui qui aime
- 1951 : Gefangene Seele
- 1952 : Klettermaxe
- 1952 : Bis wir uns wiederseh’n
- 1953 : Briefträger Müller
- 1953 : Musik bei Nacht
- 1953 : Lilas blancs
- 1954 : Die sieben Kleider der Katrin
- 1954 : Éternel amour
- 1955 : Die heilige Lüge
- 1955 : Mein Leopold
- 1955 : Un vilain petit canard (Ich war ein häßliches Mädchen)
- 1956 : Heute heiratet mein Mann
- 1957 : Vater, unser bestes Stück
- 1957 : Skandal in Ischl
- 1957 : Meine schöne Mama
- 1958 : Les soldats ne sont pas de bois (Helden)
- 1958 : Whisky, Wodka, Wienerin
- 1959 : Jacqueline (de)
- 1960 : La Profession de Madame Warren
- 1960 : Geständnis einer Sechzehnjährigen
- 1961 : Trop jeune pour l'amour
- 1961 : La Mystérieuse Madame Cheney
- 1962 : Adorable Julia
- 1962 : Ich bin auch nur eine Frau
- 1964 : Toujours au-delà
- 1964 : Verdammt zur Sünde
- 1964 : Parmi les vautours
- 1965 : Old Surehand
- 1965 : Hokuspokus oder: Wie lasse ich meinen Mann verschwinden…?
- 1966 : Lange Beine – lange Finger
- 1966 : Liselotte von der Pfalz
- 1967 : Die Heiden von Kummerow und ihre lustigen Streiche
- 1967 : Vingt-quatre heures de la vie d'une femme
- 1968 : Morgens um sieben ist die Welt noch in Ordnung
- 1969 : Wenn süß das Mondlicht auf den Hügeln schläft
- 1969 : Heintje – Ein Herz geht auf Reisen

## Source de la traduction
- (de) Cet article est partiellement ou en totalité issu de l’article de Wikipédia en allemand intitulé « Eberhard Keindorff » (voir la liste des auteurs).